# Annalisa Nasalli-Rocca
Annalisa Nasalli-Rocca di Corneliano (San Giorgio Piacentino, 1924 – Roma, 1º novembre 2007) è stata una costumista italiana.

## Biografia
Nativa della frazione Corneliano di San Giorgio Piacentino, figlia dell'avvocato, giornalista, scrittore e drammaturgo Angelo Maria Nasalli-Rocca (1897-1968) e di Paola Premoli (1898-1964), e nipote del conte Francesco Nasalli-Rocca (1869-1940) ha debuttato nel cinema come costumista dal 1949 e in una carriera trentennale ha collaborato con registi come William Wyler, Charles Vidor, Blake Edwards, Otto Preminger, Billy Wilder, Sydney Pollack, Joseph Losey, Fred Zinnemann e numerosi altri. Fu candidata nel 1979 al Premio BAFTA per i migliori costumi per il film Giulia. Ha lavorato anche per il piccolo schermo, in Italia e in Gran Bretagna.
Anche le sorelle Orietta e Bona Nasalli-Rocca saranno costumiste cinematografiche. Muore nel novembre del 2007 a Roma all'età di 82 anni. È sepolta nel cimitero di Piacenza.

## Filmografia

### Cinema
- Private Angelo, regia di Michael Anderson e Peter Ustinov (1949)
- Vacanze romane (Roman Holiday), regia di William Wyler (1952)
- Saadia, regia di Albert Lewin (1953)
- Addio alle armi (A Farewell to Arms), regia di Charles Vidor (1957)
- La storia di una monaca (The Nun's Story), regia di Fred Zinnemann (1959)
- Francesco d'Assisi (Francis of Assisi), regia di Michael Curtiz (1961)
- Giulietta e Romanoff (Romanoff and Juliet), regia di Peter Ustinov (1961)
- Jessica, regia di Oreste Palella e Jean Negulesco (1962)
- Gli amanti devono imparare (Rome Adventure), regia di Delmer Daves (1962)
- Le avventure di un giovane (Hemingway's Adventures of a Young Man), regia di Martin Ritt (1962)
- Face in the Rain, regia di Irvin Kershner (1963)
- La Pantera Rosa (The Pink Panther), regia di Blake Edwards (1963)
- Panic Button... Operazione fisco! (Panic Button), regia di George Sherman e Giuliano Carnimeo (1964)
- Combattenti della notte (Cast a Giant Shadow), regia di Melville Shavelson (1966)
- La scogliera dei desideri (Boom!), regia di Joseph Losey (1968)
- Riprendiamoci Forte Alamo! (Viva Max), regia di Jerry Paris (1969)
- I lupi attaccano in branco, regia di Phil Karlson e Franco Cirino (1970)
- Promessa all'alba (Promise at Dawn), regia di Jules Dassin (1970)
- L'ultima fuga (The Last Run), regia di Richard Fleischer (1971)
- La statua (The statue), regia di Rod Amateau (1971)
- Le troiane (The Trojan Women), regia di Michael Cacoyannis (1971)
- L'assassinio di Trotsky, regia di Joseph Losey (1972)
- È simpatico, ma gli romperei il muso (César et Rosalie), regia di Claude Sautet (1972)
- Che cosa è successo tra mio padre e tua madre? (Avanti!), regia di Billy Wilder (1972)
- Mercoledì delle ceneri (Ash Wednesday), regia di Larry Peerce (1973)
- Mahogany, regia di Berry Gordy (1975)
- Operazione Rosebud (Rosebud), regia di Otto Preminger (1975)
- Mr. Klein (Monsieur Klein), regia di Joseph Losey (1976)
- Un attimo, una vita (Bobby Deerfield), regia di Sydney Pollack (1977)
- Giulia (Julia), regia di Fred Zinnemann (1977)
- Don Giovanni, regia di Joseph Losey (1979)
- Ashanti, regia di Richard Fleischer (1979)
- La Truite, regia di Joseph Losey (1982)
- Cinque giorni una estate (Five Days One Summer), regia di Fred Zinnemann (1982)
- Benvenuta, regia di André Delvaux (1983)
- Sheena, regina della giungla (Sheena), regia di John Guillermin (1984)
- La donna giusta (Miss Right), regia di Paul Williams (1985)

### Televisione
- Disneyland – serie TV, episodio Escapade in Florence (1961)
- Alle origini della mafia, regia di Enzo Muzii (1976)
- Scarlatto e nero (The Scarlet and the Black), regia di Jerry London (1983)
- Gli ultimi giorni di Pompei (The Last Days of Pompeii), regia di Peter Hunt (1984)